# جيمس بايك (سياسي)
جيمس بايك هو سياسي أمريكي، ولد في 10 نوفمبر 1818 في Salisbury, Massachusetts ‏ في الولايات المتحدة، وتوفي في 26 يوليو 1895 في نيوفيلدز في الولايات المتحدة. نشط حزبياً في حزب لا أدري والحزب الجمهوري. وقد انتخب عضو مجلس النواب الأمريكي ‏.